# Итье, Жан-Марк
Жан-Марк Итье (фр. Jean-Marc Ithier; род. 15 июля 1965) — маврикийский футболист, нападающий. Победитель футбольного турнира Игр островов Индийского океана 2003 года.

## Карьера
В 1988 году нападающий начал карьеру игрока. В составе клуба «Санрайз» игрок участвовал в Лиге чемпионов.В 1999 году футболист перешёл в «Сантос» из Кейптуна, в составе которого Жан-Марк стал чемпионом ЮАР в сезоне 2001/02 (39 матчей и 13 голов). В 2005 году Жан-Марк Итье завершил карьеру игрока. Позднее тренировал «Сантос».

## Сборная Маврикия
В составе сборной Маврикия нападающий выиграл футбольный турнир Игр островов Индийского океана 2003 года, забив победный гол в ворота Реюньона.

## Достижения
- Чемпион Маврикия: 1989 , 1990 , 1991 , 1992 , 1995 , 1996 , 1997
- Обладатель кубка Маврикия: 1992 , 1993 , 1996
- Чемпион ЮАР: 2002
- Обладатель кубка Восьми: 2002
- Победитель футбольного турнира Игр островов Индийского океана: 2003